# Schule Atzpodienstraße
Das ehemalige Schulgebäude in der Atzpodienstraße ist ein Kulturdenkmal im Berliner Ortsteil Lichtenberg, das zum Ende des 19. Jahrhunderts für die schnell wachsende Einwohnerzahl errichtet wurde.
Die katholische Unterrichtsanstalt diente von ihrer Eröffnung im Jahr 1894 bis 1945 als allgemeinbildende kommunale Schule. Zwischen Juni 1945 und den 1990er Jahren befanden sich Berliner Verwaltungsstellen oder Bereiche des Lichtenberger Bezirksamts im Haus. Im Jahr 2006 eröffnete hier die Kiezküchen- und Weiterbildungs-GmbH. Das Bauwerk steht unter Denkmalschutz.

## Lage
Die 7. Gemeindeschule in der Lichtenberger Atzpodienstraße 45/46 steht auf der westlichen Seite der genannten Straße. Ihre Hauptachse ist in Nord-Süd-Richtung orientiert. Das gesamte Bauwerk ist nicht in einer Flucht mit den übrigen Gebäuden nördlich und südlich ausgerichtet, sondern um etwa fünf Meter westwärts versetzt. Über einen ehemaligen Schulhof ist dieses Gebäude im 21. Jahrhundert mit der früheren Schule in der Bürgerheimstraße verbunden.

## Geschichte der Schuleinrichtung
Die Lichtenberger Gemeinde hatte im damaligen Privatweg (erst später in Atzpodienstraße umbenannt) ihre 7. Gemeindeschule errichten lassen.
Die Einrichtung blieb stetig die 7. Gemeindeschule (bald aber ohne den Zusatz „katholisch“), der Schuldiener war nun ein Schulwart, also eher ein Hausmeister.
Nach Aufgabe der Funktion als Schule nach dem Ende des Zweiten Weltkriegs wurde das Gebäude für unterschiedliche Verwaltungseinheiten genutzt: Beispielsweise befanden sich 1955 die Desinfektionsanstalten des Magistrats von Groß-Berlin in dem Gebäude, im Jahr 1960 hatte sich die Abteilung Gesundheitswesen des Rates des Stadtbezirks Lichtenberg hier etabliert.
Etliche Jahre nach der Wende, im November 2006, konnte hier die Kiezküchengastronomie & Bildungszentrum Alte Mensa eröffnen.

## Geschichte des Bauwerks
Die katholische Gemeindeschule wurde im Auftrag des Landkreises Barnim in den späten 1880er Jahren geplant und im Zeitraum 1893/1894 errichtet (Lichtenberg war damals eine eigenständige Gemeinde in der Nachbarschaft Berlins).
Das Schulgebäude wurde mit der Eingemeindung von Lichtenberg nach Berlin Eigentum der Stadt. Es enthielt die ersten Jahre eine Wohnung für einen Schuldiener.
In den beiden Weltkriegen wurde das Haus nicht beschädigt.
Im Jahr 2009 ließ das Bezirksamt eine Tafel an der Fassade anbringen, die darauf hinweist, dass dies ein Baudenkmal ist, und die eine Kurzdarstellung zur Geschichte enthält.

## Architektur
Es handelt sich um einen dreigeschossigen verklinkerten Bau in historisierenden Formen, der mit einem schmalen ziegelgedeckten Satteldach-Streifen zur Straßenseite hin abgeschlossen ist. Die größere Dachfläche ist ein Flachdach. Die elfachsige Straßenfront wird von den beiden symmetrisch angeordneten und symmetrisch gestalteten Portalrisaliten betont. Der Grundriss hat eine Länge von 33 m und eine Breite von rund 15 m.
Das unverputzte Mauerwerk wurde mit den Klinkern und den weißen Mörtelstreifen ornamental gestaltet.
Alle straßenseitigen Fenster sind flache Rundbogenfenster, in Dreiergruppen angeordnet und etagenübergreifend (2. und 3. Etage) baulich vertikal zusammengefasst.